# Шультце Іван Федорович
Іван Федорович Шультце (21 жовтня 1874, Санкт-Петербург — 1939, Ніцца) —  російський художник-реаліст.